# All Nippon Airways
All Nippon Airways Co., Ltd. (全日本空輸株式会社 Zen Nihon Kuyu Kabushiki-gaisha?,  TYO: 9202, LSE: ANA), también conocida como Zennikku (全日空?) o simplemente ANA, es una compañía aérea con sede en Minato, Tokio, Japón. Ocupa el segundo lugar en el ranking nacional de transporte internacional tras Japan Airlines y es la mayor operadora de vuelos de cabotaje de Japón. Opera vuelos a unos 49 destinos en Japón y 22 a nivel mundial. La aerolínea cuenta con alrededor de 22.170 empleados (según datos de marzo de 2007).
Sus principales hubs internacionales se encuentran en el Aeropuerto Internacional de Haneda ubicado cerca del centro de Tokio y el Aeropuerto Internacional de Narita a las afueras de Tokio y así como el Aeropuerto Internacional de Osaka. En cuanto a sus hubs nacionales estos son el Aeropuerto Internacional de Tokio, el Aeropuerto Internacional de Osaka, el Aeropuerto Internacional de Chubu (cercano a Nagoya), y al nuevo Aeropuerto de Chitose (cercano a Sapporo).
Además de prestar sus servicios principales como ANA, la compañía cuenta con un grupo bastante amplio de compañías subsidiarias como:
- Air Japan, que maneja vuelos de tipo chárter para ANA
- Air Next, una subcompañía de tipo de bajo-coste que opera desde el Aeropuerto de Fukuoka
- Air Central, que opera desde el Aeropuerto Internacional Chūbu Centrair con una flota predominante de DeHavilland Dash-8.
- ANA & JP Express (AJV), compañía de carga.

## Historia

### Formación

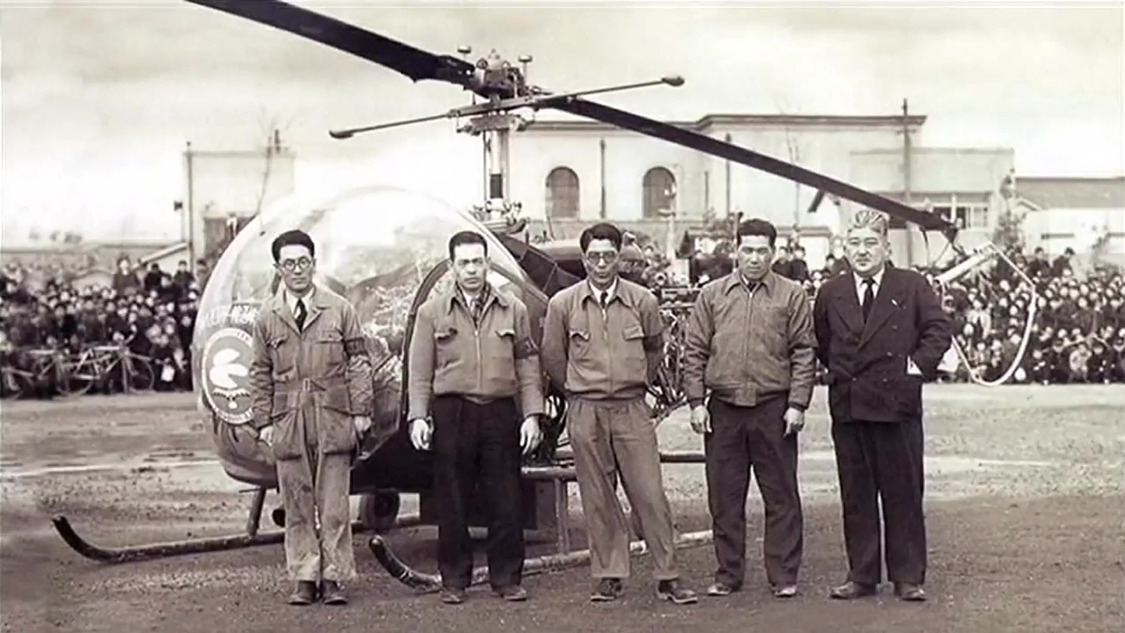
Fundadoras de Nippon Helicopter & Aeroplane y un Bell 47D-1

El primer nombre con el que se conoció a lo que después surgiría como ANA fue Nippon Helicopter and Aeroplane (日本ヘリコプター輸送, Nippon Herikoputa Yuso, en español Nippon Helicópteros y Aviones), una compañía también aérea fundada el 27 de diciembre de 1952.
NH empezó sus servicios de transporte con helicópteros en el mes de febrero de 1953. El 15 de diciembre de ese mismo año, operó su primer vuelo de tipo cargo entre las ciudades de Osaka y Tokio utilizando un aparato De Havilland Dove, con registro JA5008. Este fue el primer vuelo programado volado por un piloto japonés tras la guerra. El servicio de pasajeros comenzó en esa misma ruta el 1 de febrero de 1954, servicio que luego sería ampliado con la incorporación de un DeHavilland Heron en marzo. En 1955 el Douglas DC-3 se unió a la flota de NH, tiempo en el cual las rutas operadas crecieron con la incorporación de destinos como con ciudades como Kyushu y Sapporo al norte del país.
Otra compañía precursora de All Nippon Airlines fue Far Eastern Airlines (極東航空, Kyokuto Koku, en español Aerolíneas del Lejano Oriente). Aunque esta fue fundada el 26 de diciembre de 1952, un día antes que NH, no empezó con sus operaciones hasta el 20 de enero de 1954, casi dos años más tarde, cuando comenzó sus operaciones de carga uniendo las ciudades de Osaka y Tokio también empleando un DeHavilland Dove.
Así mismo, también adoptaron al DC-3 a principios de 1957, momento en el cual coincide con su ampliación de rutas al sur de Japón, uniendo Tokio con Kagoshima.
Far Eastern Airlines (FEA) se fusionó con NH el primero de diciembre de 1957. La combinación de ambas sumaba una capitalización bursátil de 600 millones de yenes. Inicialmente se pensó en usar el nombre de Zen Nippon Koku (全日本航空) o "All Japan Airlines" (una aproximación en español equivalente a "Unión de Aerolíneas de Japón") para la recién formada nueva empresa. Sin embargo, el estatuto que autorizó la formación de Japan Airlines también vetó otros nombres que emplearan las palabras "Japan Airlines" (Nippon Koku, aerolíneas japonesas) en su título, por lo que su nombre, en inglés, pasó a ser "All Nippon Airways" (que puede ser tomado como "Aerolíneas de Todo Japón" y en su respectivo nombre en japonés fueron cambiadas las palabras koku (航空, "aerolínea") por kuyu (空輸, literalmente "transporte aéreo").

### Mercado Doméstico
ANA siguió creciendo de forma constante durante los años 1960, añadiendo a su flota aviones como el Vickers Viscount en 1960 y el Fokker F27 en 1961.
Ese año, 1961, marcó el debut de la compañía al ingresar a cotizar en la bolsa de valores de Tokio (Tokio Stock Exchange) así como a la Osaka Securities Exchange.
En ese mismo año, además, le fue concedido su permiso para operar vuelos a Okinawa, un vuelo que era técnicamente de carácter internacional pues Okinawa seguía estando ocupada por el ejército de Estados Unidos.
El año 1963 vio surgir otra fusión, esta vez con Fujita Airlines, elevando el capital del grupo a unos 4000 millones de yenes. En 1964, ANA introdujo en sus servicios el famoso Boeing 727 en la ruta que conectaba Tokio con Sapporo. También introdujo el primer avión de la industria nacional japonesa de tipo turbopropulsor, el YS-11, para reemplazar a los Convair 440 en las rutas regionales. En 1969 se incorporó el Boeing 737 a sus servicios.
Mientras All Nippon Airways seguía experimentando su veraz crecimiento, comenzó a subcontratar compañías a lo largo del país para que se ocuparan de los servicios de tierra en los aeropuertos de cada una de las regiones operadas. Esta estrategia era empleada, en ese entonces, solo por ANA.
Muchas de estas empresas recibieron acciones de la propia ANA como medida de pago. Algunas de estas relaciones continúan aún hoy en día de diferentes maneras: como ejemplo, Nagoya Railroad (un servicio de ferrocarril de la ciudad de Nagoya), quien manejaba las operaciones en la región de Chubu, mantiene todavía su asiento en la junta directiva de la aerolínea.
ANA pronto se convertiría en la mayor operadora de vuelos de cabotaje del país. No obstante, el Ministerio de Transporte había garantizado el monopolio de su competidora Japan Airlines (JAL) en las rutas internacionales, monopolio que predominó la estela del mercado aeronáutico japonés hasta 1986.
All Nippon Airlines podía entonces únicamente operar vuelos internacionales de tipo chárter, cuya primera operación tuvo lugar el 3 de febrero de 1971 con un vuelo llevado a cabo con un B727 que unió Tokio con Hong Kong.

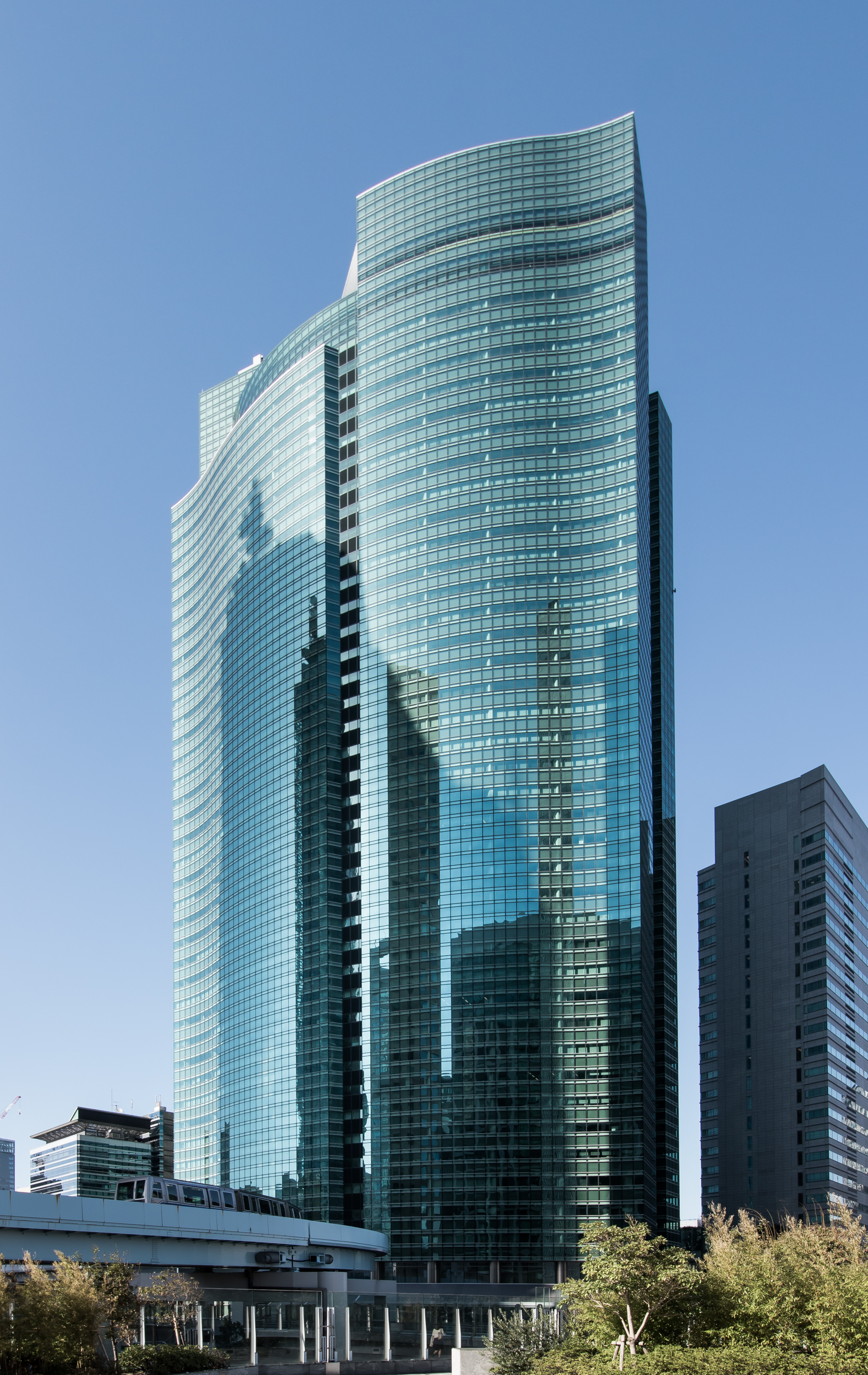
Shiodome City Center, la sede de ANA

ANA comenzó luego a incorporar aviones de doble pasillo con la compra de seis Lockheed L-1011 en noviembre de 1972, tras una larga negociación que involucró al presidente de ese entonces de EE. UU. Richard Nixon, al primer ministro japonés Kakuei Tanaka y al premier del Reino Unido Edward Heath (quien actuaba en representación de la fabricante inglesa de motores Rolls-Royce). Tanaka también ordenó revisar las regulaciones existentes para permitir a ANA operar rutas hacia Asia en ese entonces. Los aviones recientemente adquiridos entraron en servicio en la ruta Tokio-Okinawa en 1974. Inicialmente la aerolínea había hecho un pedido de McDonnell Douglas DC-10 pero canceló dicho pedido a último momento en detrimento de estos por el modelo de Lockheed. Tiempo después se sabría que la Lockheed habría sobornado indirectamente al primer ministro japonés Kakuei Tanaka para forzar el mencionado cambio de último momento. Como consecuencia de estas acusaciones de corrupción, Kakuei Tanaka fue arrestado y varios corporativos del grupo ANA así como el agente de ventas de la Lockheed Marubeni fueron acusados de enriquecimiento ilícito.
Los Boeing 747 fueron introducidos en la ruta Tokio-Sapporo y Tokio-Fukuoka en 1978, así mismo cabe destacar que ANA junto con JAL son unas de las pocas compañías aéreas del mundo que utilizan los equipos B747 dentro del mercado de cabotaje debido a la gran densidad de pasajeros con la que cuenta el país nipón, y ese mismo año los Boeing 767 fueron introducidos en las rutas de Shikoku cinco años más tarde.

### Mercado Internacional
En 1986, ANA empezó a expandir sus rutas internacionales después de haberse consolidado como un peso pesado del mercado doméstico japonés. Así, el 3 de marzo de 1986 ANA comenzó la operación de vuelos internacionales de pasajeros ofreciendo conexiones desde Tokio con Guam (ubicado en el Pacífico occidental), destino al que más tarde se sumarían Los Ángeles y Washington (ambos en Norteamérica).

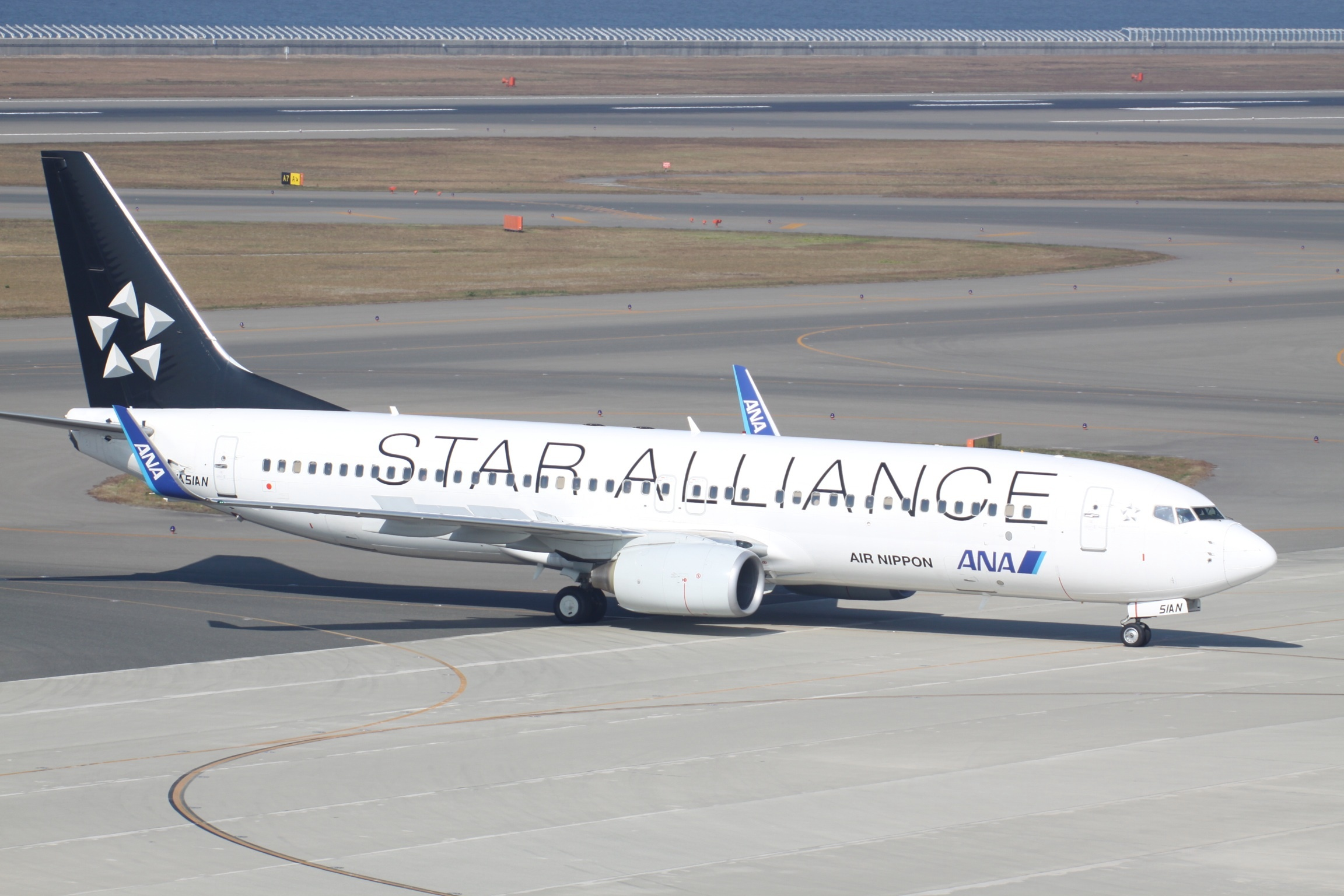
Boeing 737 de la aerolínea con la librea de Star Alliance. ANA se unió a dicha alianza aérea a finales de los años 90.

All Nippon Airways además firmó un acuerdo con la estadounidense American Airlines para operar vuelos de código compartido de esta última hacia el aeropuerto de Narita. Con el tiempo, ANA siguió ampliando sus rutas internacionales de forma gradual pero constante. A las anteriores rutas se sumaron como destinos Pekín, Dalian, Hong Kong y Sídney en 1987, Seúl al año siguiente, Londres y Saipán en 1989, París a principios de los 90s y finalmente Nueva York en 1991.
Fue también en ese entonces cuando se incorporaron los primeros equipos fabricados por la europea
Airbus, tales como el A320 y el A321, así como se incorporó el Boeing 747-481. ANA se unió a la alianza de aerolíneas de nivel mundial Star Alliance en octubre de 1999.
El año 2004 vio crecer enormemente los resultados financieros del grupo, superando por primera vez a los de su competidora directa Japan Airlines. Ese año además, gracias a la apertura de nuevas rutas y la ampliación de algunos de los más importantes aeropuertos nipones (y su consecuente aumento de posibilidad de tránsito de pasajeros) ANA hizo público su intención de renovar su flota de largo recorrido con un gran número de aviones de menor porte.
También en 2004, All Nippon Airways creó una subsidiaria de tipo bajo-coste llamada Air Next para operar vuelos desde el Aeropuerto de Fukuoka, comenzando sus operaciones en 2005, convirtiéndose en la mayor acciones del grupo Nakanihon Airline Service (NAL), obteniendo el control de los cuarteles principales de esta en el Aeropuerto de Nagoya. En 2005, ANA renombró su subsidiaria NAL por Air Central, y recolocó sus instalaciones principales en el Aeropuerto Internacional Chubu Centrair.
El 12 de julio de 2005, ANA consiguió firmar un acuerdo con NYK para vender el 27.6% de sus acciones del grupo Nippon Cargo Airlines, hecho que permitió al grupo ANA centrarse en el desarrollo de su propia división de transporte de carga aérea. En 2006, ANA, Japan Post, Nippon Express y Mitsui O.S.K. Lines fundaron la empresa ANA & JPP Express (AJV), la cual pasaría a operar vuelos de carga.El grup o ANA se convirtió así en la mayor accionista de AJV. La recientemente creada subsidiaria absorbió las operaciones cargueras de Air Japan. La Air Transport World premió a ANA como la "Aerolínea del año 2007", además fue elegida por la página FlightOnTime.info como la "aerolínea más puntual en sus horarios" en la ruta que une las ciudades de Londres y Tokio, dicha mención de honor que es tomada sobre la base de los datos oficiales proporcionados por la administración de aviación inglesa, se le fue otorgada por cuarto año consecutivo.
ANA lanzó una nueva subsidiaria denominada ANA Business Jet el 25 de marzo de 2007 como una extensión de su clase business (comúnmente conocida como primera clase), cuya flota se base en los aviones B737-700 de rango extendido (-ER), equipos configurados con 48 asientos en dos clases.
Los dos aviones que componen dicha flota son usados para completar los dos vuelos programados que unen la ciudad japonesa de Nagoya con la china Cantón. De forma adicional, ANA también empleará estos aviones para volar entre Tokio y Bombay (India), utilizando esta vez una configuración de tan sólo 36 asientos.

## Asuntos corporativos y de identidad

### Sede
All Nippon Airways tiene su sede en la Shiodome City Center en Shiodome en el área Minato, Tokio, Japón.
A finales de 1960 ANA tenía su sede en el edificio de Hikokan en Shinbashi, de Minato. Desde la década de 1970 hasta finales de 1990 All Nippon Airways tenía su sede en la Kasumigaseki Building de Chiyoda, Tokio. Antes de pasar a su actual sede, ANA tuvo su sede en los terrenos de Aeropuerto Internacional de Tokio de Ōta, Tokio. En 2002 ANA anunció que estaba tomando hasta 10 pisos en la entonces en construcción Shiodome City Center. ANA anunció que también se movía algunas filiales del Centro de la ciudad Shiodome. Shiodome City Center, que se convirtió en la sede de la ANA, abrieron en 2003.

### Subsidiarias
ANA Group es un grupo de empresas que son total o principalmente propiedad de ANA. Comprende lo siguiente: [<! - Bot título generado -> https://www.ana.co.jp/group/sky/index.html 企业 情报]
La aviación comercial
- Air Japan
- ANA Wings
- Allex Cargo (A aerolínea de carga, en el proceso de fusión con Air Japón)
- Air Do (accionista mayoritario)
- Peach (accionista mayoritario)
- AirAsia Japón
- IFTA (Academia de Entrenamiento de Vuelo de entrenamiento para pilotos ANA Airlines Group y otras compañías aéreas de todo el mundo por contrato)

La aviación general
- All Nippon Helicopter (dedicado a la cadena pública NHK)

Descatalogados
- Aire Hokkaido (80% de las acciones, dejó de funcionar el 31 de marzo de 2006)
- Air Nippon (fusionada con ANA Wings el 1 de octubre de 2010)
- Air Nippon Network (fusionada con ANA Wings el 1 de octubre de 2010)
- Air Next (fusionada con ANA Wings el 1 de octubre de 2010)
- Acondicionado central (fusionada con ANA Wings el 1 de octubre de 2010)

### Otros servicios

#### ANA Cargo
ANA Cargo es la marca de servicio de carga de ANA Group. En junio de 2007, en el país que ofrece 937 vuelos diarios a 135 rutas. En el ámbito internacional que ofrece 704 vuelos semanales a 28 destinos a través de ANA y Allex Cargo. En el año fiscal que terminó el 31 de marzo de 2007 obtuvo 30.574 millones de yenes. S (Mys) de carga y 8.936 Mys del correo aéreo en el país, así como 62.195 Mys de carga y 3.438 Mys del correo aéreo internacional
En mayo de 2012, posee 9 Boeing 767-300BCF. Aviones de carga

#### ANA /UPS alianza
ANA Cargo y la base de Estados Unidos United Parcel Service (UPS Aerolíneas) tienen una alianza de carga y un acuerdo de código compartido para el transporte de mercancías miembro, similar a una compañía aérea All Nippon Airways y UPS para trabajar juntos en medio de caída de carga.

#### Nippon Cargo Airlines
ANA fue miembro fundador en 1978 y uno de los dos (27,5% cada una) los accionistas de colíderes de Nippon Cargo Airlines, con la compañía de transporte Nippon Yusen. Pero en 2005 ANA vendió su participación a todos a la contraparte principal. La asociación técnica continúa

## Flota

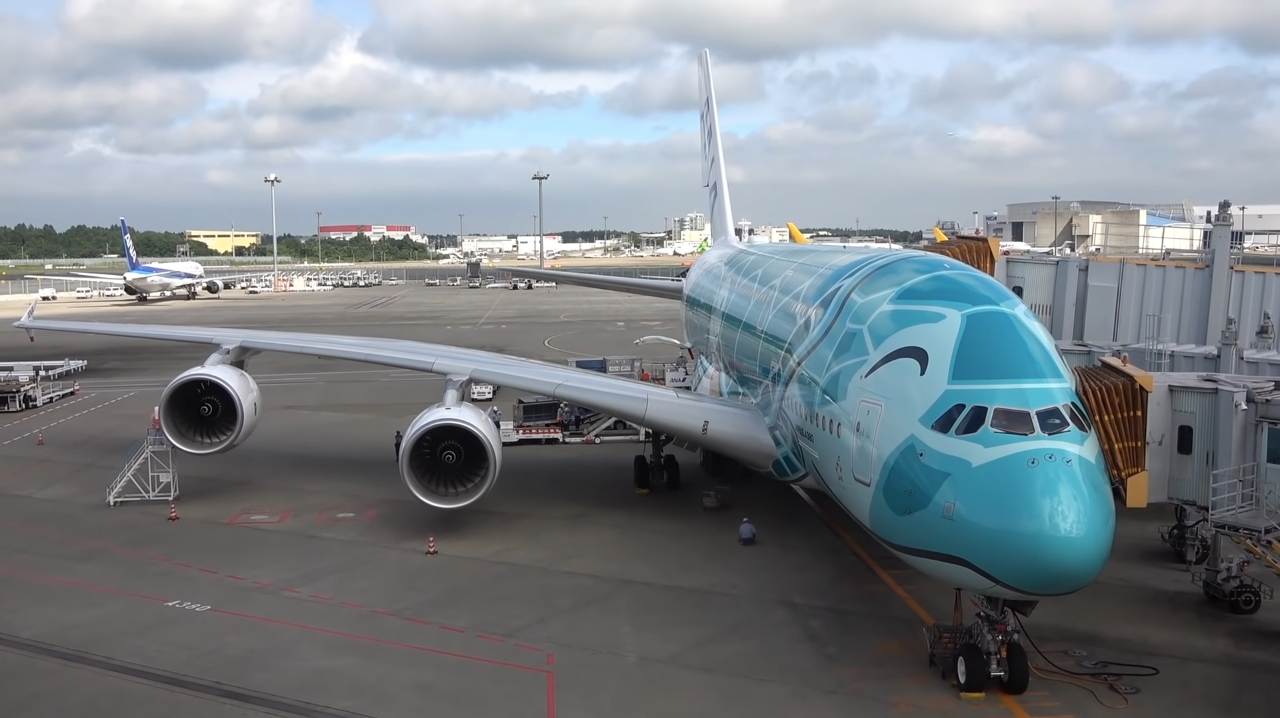
A380 de All Nippon Airways llamado "kai".

### Flota actual
Flota actual a noviembre de 2022.

## Incidentes y accidentes
- El primer accidente grave de la compañía se produjo en 1958 cuando un Douglas DC-3, matrícula JA5045, se estrelló.
- En 1958, una bomba fue colocada en otro DC-3 de la empresa por el pasajero Akira Emoto, un vendedor de golosinas, como parte de un plan suicida. Emoto consiguió suicidarse al saltar del aparato pero afortunadamente la bomba falló al detonar.
- En 1960, otra vez un DC-3, matrícula JA5018, fue perdido en un accidente.
- Seis años más tarde, en 1966, el vuelo 60 de All Nippon Airways, un Boeing 727 del fabricante estadounidense Boeing, se estrelló en la Bahía de Tokio cuando aterrizaba, acabando con la vida de todos sus ocupantes. También un YS-11 de ANA se estrelló al poco tiempo en Matsuyama.
- El 30 de julio de 1971, el vuelo 58 de All Nippon Airways (operado por un Boeing 727 cuya matrícula asignada era JA8329), colisionó con un caza JASDF F-86 Sabre estacionado en la base aérea de Matsushima.
- El 22 de junio de 1995 un hombre que se hacía llamar a sí mismo "Fumio Kujimi" (aunque registrado en la lista de pasajeros como "Saburo Kobayashi") secuestró un vuelo de ANA tras despegar en Tokio. El avión aterrizó en Hokkaidō, donde la policía tomó el avión y arrestaron al presunto secuestrador.
- En 1999, otro hombre secuestró el vuelo 61 de All Nippon Airways y mató al piloto. Fue reducido por los miembros de la tripulación, evitando así que nadie más resultase herido.
- El 13 de marzo de 2007, el vuelo 1603, cuyo equipo era un Bombardier Dash 8 Q400, que había partido desde Osaka con destino a Kōchi, aterrizó sin el tren delantero desplegado debido a una falla técnica de forma segura en ese mismo aeropuerto. Ninguno de los 53 pasajeros ni los 4 tripulantes de la nave resultaron heridos. Bombardier notificó a las demás compañías aéreas que operaban ese modelo que inspeccionaran el tren delantero del mismo para evitar cualquier otro incidente similar.

## Biocarburante
Desde 2018, ANA está interesado en la producción y el uso de biocarburante. En efecto, Euglena (empresa) ha terminado la construcción de su fábrica de biocarburante en Yokohama en cooperación con All Nippon Airlines. En el futuro, ANA va a ayudar Euglena para las operaciones de reabastecimiento de combustible ·.